# Mielżyn
Mielżyn (deutsch Mieltschin) ist ein Dorf und ehemalige Stadt im Powiat Gnieźnieński der Woiwodschaft Großpolen in Polen. Der Ort mit etwa 660 Einwohnern gehört zur Stadt-und-Land-Gemeinde Witkowo. Stadtrechte wurden zweimal gewährt und auch wieder entzogen.

## Geschichte

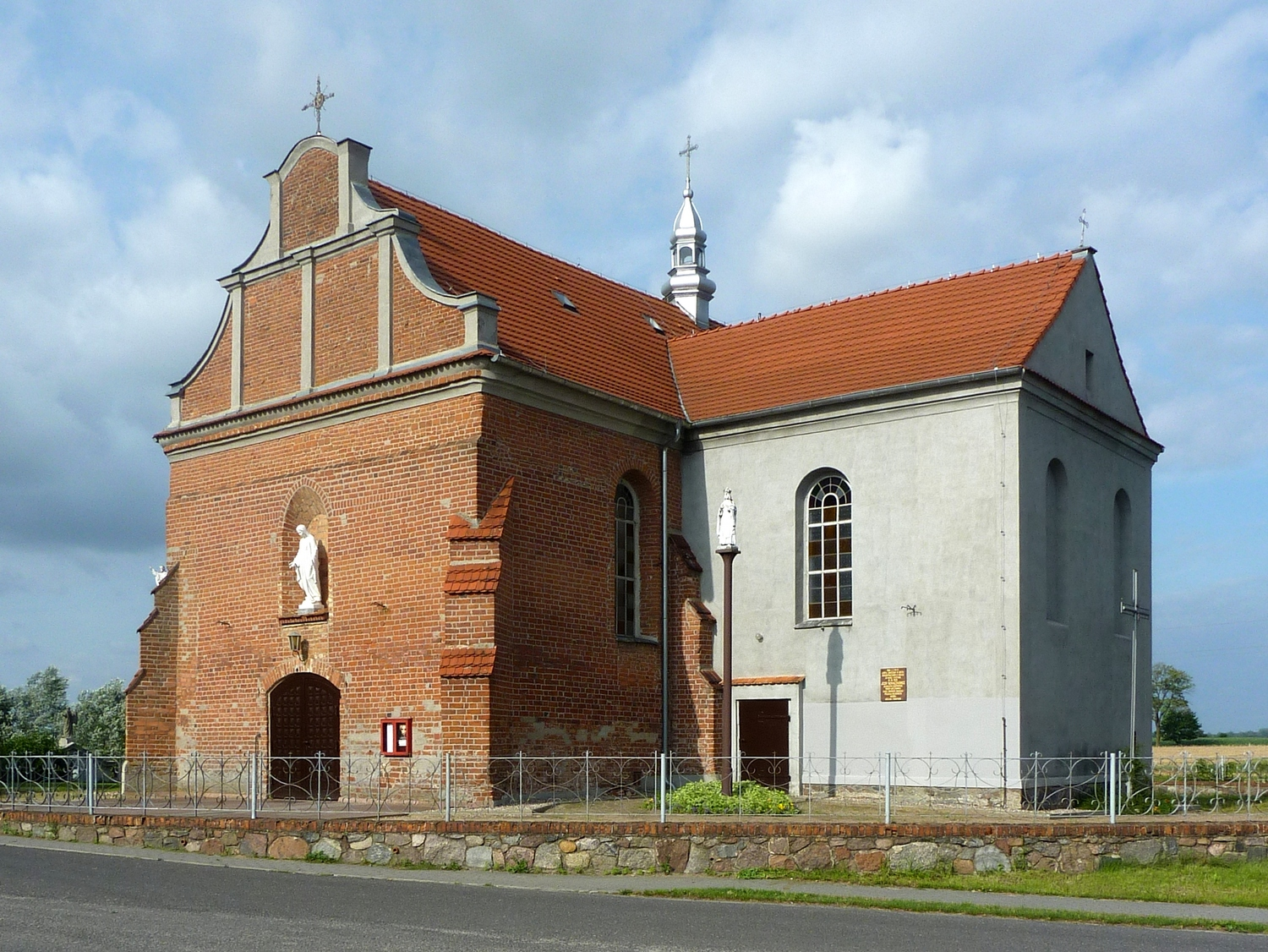
Die Kirche (2013)

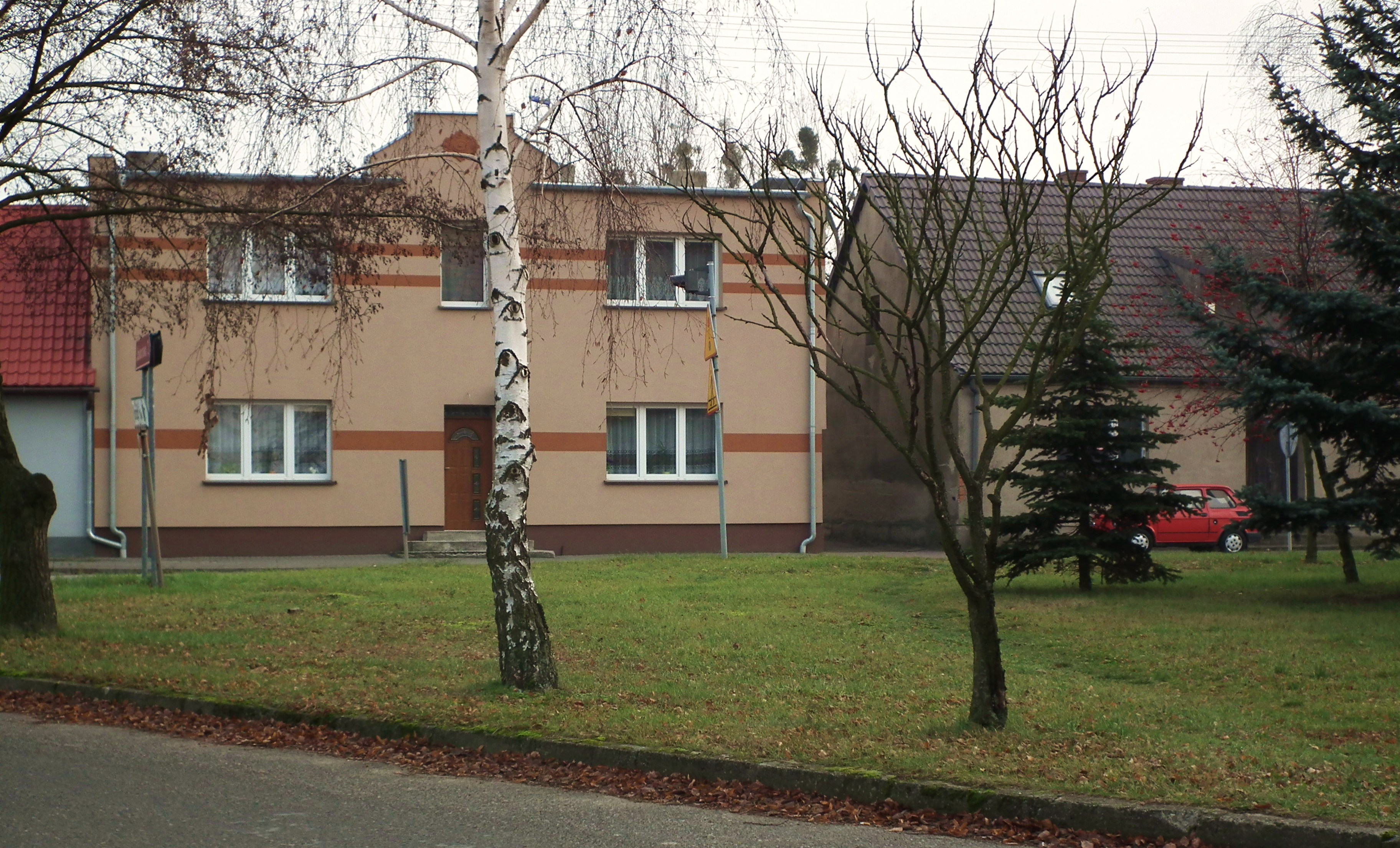
Teil des Marktplatzes

Die erste urkundliche Erwähnung stammt aus dem Jahr 1373. Das Stadtrecht wurde dem Ort im Jahr 1533 verliehen. Durch die „Schwedische Sintflut“ wurde Mielżyn im Jahr 1655 verwüstet. Wegen des Bedeutungsverlustes wurden 1717 die Stadtrechte entzogen, die es im Jahr 1764 wieder erhielt. Bei der Zweiten Teilung Polens kam die Stadt 1793 zur Provinz Südpreußen. 1807 wurde sie dem Herzogtum Warschau zugeschlagen. Nach dessen Auflösung kam Mieltschin wieder an Preußen. Die Stadt gehörte zuerst zum Kreis Gnesen und dann zum 1887 gegründeten Kreis Witkowo im Regierungsbezirk Bromberg der Provinz Posen. Im Jahr 1905 hatte die Stadt 457 Einwohner und die Stadtrechte wurden drei Jahre später endgültig entzogen.
1920 fiel die Provinz Posen an Polen. In Berlin-Kaulsdorf wurde am 9. November 1926 die Mieltschiner Straße nach dem Ort benannt. Im September 1939 wurde die Region nach dem Überfall auf Polen von der deutschen Wehrmacht eingenommen. Bereits am 15. September 1939 wurden 15 Einwohner von der deutschen Besatzungsmacht ermordet. Die Gemeinde wurde 1939–43 in Möllen und 1943–45 in Mielen umbenannt. Im Januar 1945 marschierte die Rote Armee ein und Mielżyn wurde wieder ein Teil Polens.

## Baudenkmale
- Die Allerheiligenkirche wurde im späten 16. Jahrhundert erbaut und 1985 zur Kreuzform erweitert. Ihre Ausstattung stammt aus dem 16. Jahrhundert und 18. Jahrhundert.
- Klassizistisches Herrenhaus aus dem 19. Jahrhundert[2]

Der weitläufige, ehemalige Marktplatz ist heute eine Rasenfläche. Eine weitere Kirche vom Anfang des 17. Jahrhunderts wurde 1840 abgebrochen.

## Verkehr
Seit 1896 war die Stadt Bahnstation an der ehemaligen Kreisbahn Witkowo / Gnieźnieńska Kolej Powiatowa (seit 1920) / Gnesener Kreisbahn (1939–1945), einer Schmalspurbahn, die erst im 21. Jahrhundert ihren Betrieb einstellte.

## Persönlichkeiten
- Nach diesem Ort ist die adlige Familie Mielżyński benannt.
- Władysław Chotkowski (1865–1910), polnischer Kirchenhistoriker und Rektor der Jagiellonen-Universität in Krakau
- Paul Ludwig Kowalczewski (1865–1910), deutscher Bildhauer.